# Монтеагудо-де-лас-Вікаріас
Монтеагудо-де-лас-Вікаріас (ісп. Monteagudo de las Vicarías) — муніципалітет в Іспанії, у складі автономної спільноти Кастилія-і-Леон, у провінції Сорія. Населення — 238 осіб (2010).
Муніципалітет розташований на відстані близько 170 км на північний схід від Мадрида, 50 км на південний схід від Сорії.
На території муніципалітету розташовані такі населені пункти: (дані про населення за 2010 рік)
- Монтеагудо-де-лас-Вікаріас: 214 осіб
- Вальтуенья: 24 особи

## Демографія
Динаміка населення (INE ):

## Галерея зображень

Розташування муніципалітету Монтеагудо-де-лас-Вікаріас